# 노출전 예방요법

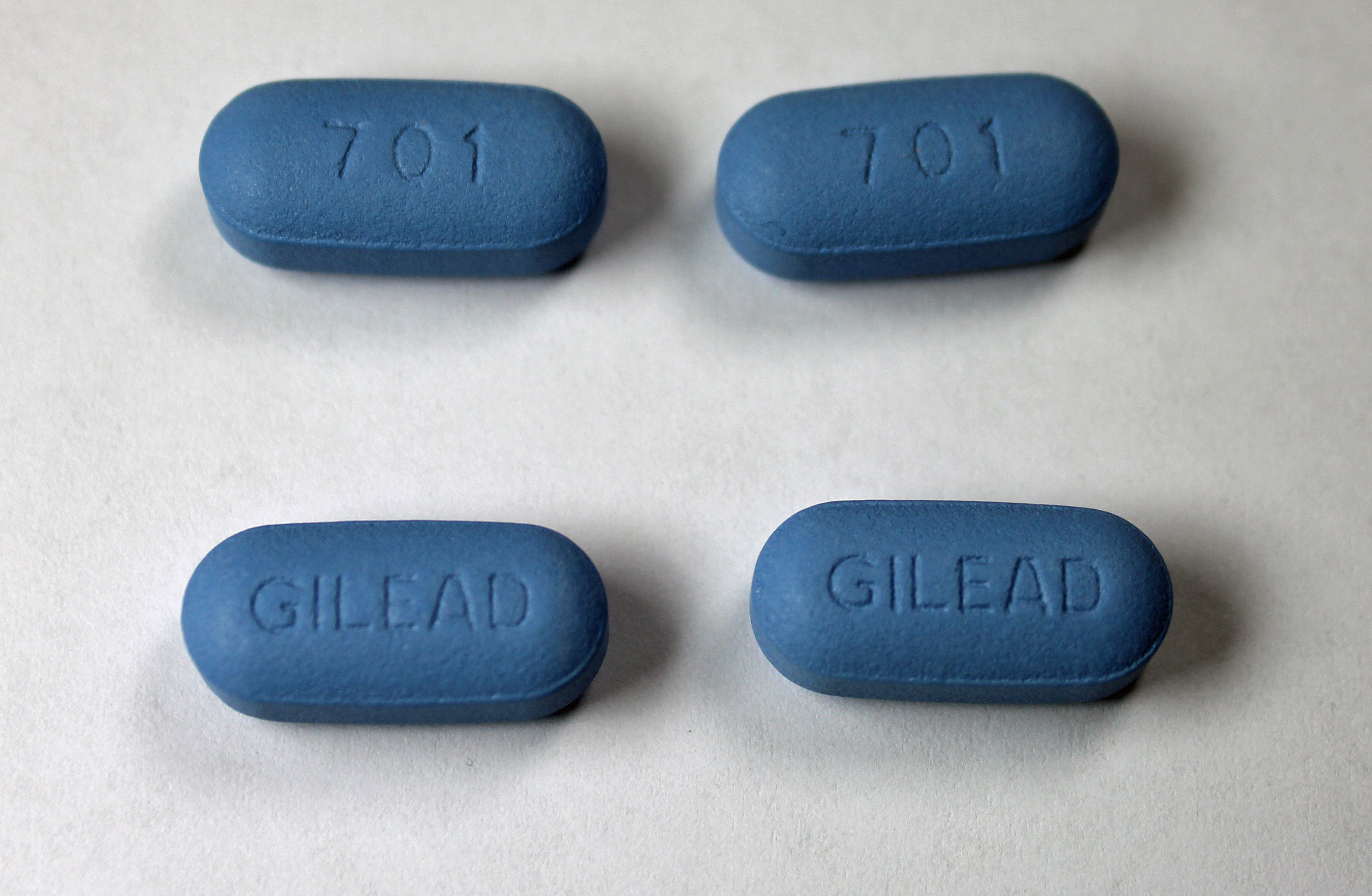
HIV 노출 전 예방에 사용되는 엠트리시타빈/테노포비르 조합인 트루바다의 정제

노출전 예방요법(Pre-exposure prophylaxis, PrEP)는 질병 유발 물질(일반적으로 바이러스)에 아직 노출되지 않은 사람들의 질병 확산을 예방하기 위해 약물을 사용하는 것을 의미한다. 즉, 일반적으로 항바이러스 약물을 HIV/AIDS 예방을 위해 사용하는 것을 의미한다. PrEP는 HIV 예방전략 중 하나로 성적(sexually)으로 활동적인 성인, 주사 약물 사용에 관여하는 사람들(약물 주사 참조), 한 파트너만 HIV에 감염되고 다른 파트너는 감염되지 않은 혈청학적으로 불일치하는 사람을 포함하여 HIV 음성이지만 HIV에 걸릴 위험이 높은 사람들을 위한 것이다.
PrEP는 원래 계획에 맞게 적절히 사용될 시, HIV에 감염되는 위험이 99%까지 감소할 정도로 매우 효과적이다. 2019년 기준, 세계보건기구(WHO)는 PrEP를 위해 두 가지 약물( 엠트리시타빈/테노포비르 디소프록실 또는 라미부딘/테노포비르 디소프록실) 조합을 사용할 것을 권고했다. 2019년 10월, 미국 식품의약국(FDA)에서는 트루바다(엠트리시타빈/테노포비르 디소프록실의 상품명)에 더해 엠트리시타빈/테노포비르 알라페나마이드(상품명 데스코비)의 사용을 허가했으며, 둘은 비슷한 정도의 HIV에 대한 보호 효과를 보인다.

### 접근성과 적용

초록: 승인됨
분홍: 승인 없이 처방 허용
주황: 진행중, 계획된 프로젝트 있음
파랑: 프로젝트 완료
빨강: 계획된 프로젝트 없음
회색: 데이터 없음

## 의학적 사용
미국에서 연방 지침은 다음과 같은 특징을 가진 HIV 음성 성인에 대해 노출 전 예방(PrEP) 요법을 권장한다:
- 최근 6개월 동안 성적 활동이 있었으며, 최근에 HIV-음성 판정을 받은 파트너와 성적으로 일부일처제 관계가 아닌 사람, 그리고. . .[2]
  - 남자와 성관계를 가진 남자이면서
    - 지난 6개월 내 콘돔없이 다른 남성과 항문 성교를 한 적이 있거나
    - 지난 6개월 내 성병이 있었던 경우

  - 또는 성적으로 활동적인 성인 (남성 또는 여성 파트너가 있는 남성 또는 여성)이며
    - 남성과 여성 모두와 성관계를 갖는 남성이거나
    - HIV에 걸릴 위험이 높은 파트너 (예: 주사 약물 사용자, 남성과 성관계를 가진 남성)와 지속적인 콘돔 사용없이 성관계를 가진 경우
- 또는 지난 6개월 내 불법 약물을 주사했거나, 지난 6개월 내 다른 약물 사용자와 유흥용 약물 주사 장비를 공유했거나, 지난 6개월 동안 주사 약물 사용 치료를 받은 적이 있는 사람

보츠와나, 캐나다, 케냐, 레소토, 남아프리카 공화국, 우간다, 영국, 잠비아 및 짐바브웨를 포함한 세계의 다른 정부 보건 기관에서는 HIV 고위험군에 대해 예방을 위한 PrEP 사용 국가 가이드라인을 개별적으로 정립하였다.
종종 PrEP를 시작하기 전에 HIV 검사를 포함한 실험실 검사가 필요하다. PrEP가 시작되면, 개인은 적어도 3~6개월마다 제공자(담당의)를 만나는 것이 필요하다. 이러한 방문 동안 의료 서비스 제공자는 HIV 검사를 반복하고, 다른 성병에 대한 검사를 하고, 신장 기능을 모니터링하고, 임신 검사를 시행할 수 있다. PrEP 시작을 위해서는 HIV 검사에서 내성이 나와야하는데, 이는 HIV 감염자가 PrEP 약물을 복용할 경우 엠트리시타빈에 내성이 생길 수 있기 때문이다. 결과적으로 이는 HIV 환자의 엠트리시타빈에 대한 내성을 가져와 HIV 치료를 위한 약제 선택폭을 제한하게 된다.
PrEP는 HIV 감염 위험이 높은 개인의 감염 위험을 줄이는 데 효과적인 것으로 나타났다. 그러나 PrEP는 처방된 대로 약을 복용하는 사람들에게도 HIV 예방에 100% 효과적인 것은 아니다. PrEP를 복용했음에도 불구하고 HIV에 감염된 사람들의 사례가 보고되고 있다. PrEP를 복용하는 사람들은 콘돔과 같은 병용 예방 전략을 사용할 수 있다. PrEP 요법을 실행하는 누군가가 HIV에 감염되면 HIV/AIDS의 증상과 징후를 경험할 수 있다.
PrEP는 일반적으로 잠재적 노출 후 지속적으로 매일 복용한다. CDC는 현재 감염 증상이 있는 성적으로 활동적인 개인에 대해 HIV 검사, 약물 순응 상담, 위험 행동 감소 지원, 부작용 평가, STI 증상 평가 및 STI 검사를 제공하기 위해 최소 3개월마다 후속 방문을 권장한다. 임신 가능성이 있는 여성의 경우 임신 검사도 3 개월마다 실시해야 한다. 3개월 시점 및 이후 6개월마다 신장 기능과 세균성 성병의 존재를 평가한다. PrEP의 효과는 준수와 관련이 있으며, 최선의 준수를 하지 않을 경우 효율성이 감소하게 된다.
HIV 감염 예방을 위해 PrEP 약물을 복용하는 모든 개인에게 매일 경구 투여가 여전히 권장되지만 사건 기반 사전 노출 예방(이하 ED-PrEP)이라는 남성과 성관계를 갖는 남성을 위한 옵션 또한 존재한다. ED-PrEP는 "2 + 1 + 1"투약이라고도 한다. 왜냐하면 투약 요법은 성관계 2 ~ 24 시간 전에 두 알을 복용하고, 처음 두 알을 복용한 후 24시간 후에 한 알을 복용하고, 마지막 한 알을 첫 두 알을 복용한 48시간 이후에 복용하기 때문이다. 이 투약 요법은 2015년 캐나다와 프랑스에서 수행된 IPERGAY 무작위 임상 시험에서 HIV 감염의 상대적 위험을 86%까지 줄이는 데 효과적인 것으로 입증되었다. WHO에 따르면, ED-PrEP는 상대적으로 성관계가 드물거나, 성관계를 계획하에 시행할 수 있거나 약 2시간 동안 성관계를 늦출 수 있는 남성과, 이 투약 일정이 편리하다고 생각하는 남성의 HIV 감염 예방을 위해 고려할 수 있다. ED-PrEP는 시스젠더 또는 트랜스젠더 여성, 그리고 여성과 질 또는 항문 성교를 하는 남성과 같은 집단에서는 유효성, 안정성 데이터가 부족하기에 권고되지 않는다. ED-PrEP는 더 적은 알약이 필요하므로 다량의 알약에 의한 복용 부담을 줄이고 비용을 줄이는 데 도움이 될 수 있다.
2016년에 세계보건기구(WHO)는 HIV 감염의 치료 및 예방을 위한 항역전사 바이러스 약물 사용에 관한 지침을 공고화하고, 지속적인 HIV 감염 위험이 있거나 위험이 높은 처한 임산부 및 모유 수유 여성에게 PrEP 사용을 지원하였다. 임상 PrEP 시험에서 임신 첫 삼 분기 동안 PrEP를 포함한 TDF에 노출된 것은 임신 관련 위험 또는 태아 관련 위험 증가와 관련이 없다고 밝혀졌다. 모자 HIV 감염의 위험이 PrEP의 잠재적 위험에 비해 훨씬 크다. 또한 가이드라인은 PrEP를 받는 임산부와 모유 수유 여성에 대한 지속적인 모니터링의 필요성을 언급하고 있다. 그러나 임신 또는 모유 수유중인 여성을 포함하여 여성을 위한 PrEP 접근성은 세계적으로 제한적이다. HIV에 걸릴 위험이 있는 여성에 대한 PrEP 접근성을 높이기 위한 노력은 전세계 HIV 감염률을 줄이는데 필수적이다.

## 금기사항
트루바다와 데스코비는 HIV 양성이거나, HIV 감염 상태를 모르는 개인에게 노출 전 예방요법(PrEP)로 쓰여서는 안된다. 둘 중 어떠한 약을 PrEP로 사용하게 될 경우, 사용 이전에 HIV 양성 또는 음성 여부가 필수적으로 확인되어야 한다. 추가적으로, 엠트리시타빈, 테노포비르 디소프록실, 또는 테노포비르 알라페나마이드 중 어떠한 원료든지 알러지 또는 과민반응을 가진 경우 이러한 약제의 지속 복용이 금기된다.

## 부작용
연구에 따르면, 노출 전 예방요법은 일부에 대해서 부작용이 나타나기는 하지만, 대부분의 복용자에 대해서는 안전한 것으로 나타났다. 일부 사람들은 구역감, 두통, 또는 위장 증상을 동반하는 "복용 시작 신드롬"을 동반하지만, 이는 일반적으로 PrEP 복용 수주 내에 자연스럽게 해소된다. 일부 연구에 따르면 PrEP로 트루바다를 사용할 경우 경등도에서 중등도의 신기능 저하가 나타나는데, 이는 대부분 당뇨 또는 사구체 여과율이 90이하와 같이 잠재적 위험도가 있는 50세 이상의 집단과 관련있는 것으로 밝혀졌다.이러한 신기능 저하는 약물 복용 이후 수주 이후에 안정화되므로 크게 염려할 필요가 없으며, 약물을 복용을 중지할 경우 다시 정상적으로 회복된다.하지만, 이러한 부작용은 PrEP를 시행하는 몇몇 사람들에게 Truvada를 포함한 비슷한 약물 제조사에게 소송을 제기할만큼 심각하게 나타나기도 하였다.
임상연구에서는 골연화증 또는 골 손실과 같은 부작용이 보고되었다. 골 손실 자체는 미미하며 약물로 인한 골 손실이 골다공증으로 이어지지 않기에 이와 같은 부작용은 약물에 대한 주 염려 대상으로 고려되지 않는다. 대조군과 약물 복용군을 비교하였을 때 골절에 대하여 두 군간의 차이는 존재하지 않았다.
HIV 치료를 위해 항바이러스 요법을 복용하는 개인들에게서 지방 재분포와 지방 축적이 골 손실에 비해 더 많은 빈도로 관찰되었는데, 이는 특히 옛 항바이러스제 약물을 복용 대상자에게 더 많은 빈도로 나타났다. 노출 전 예방 요법으로 약물을 사용한 경우에는 2018년 2월 이후로 지방 재분배 또는 지방의 변화가 유의미하게 나타나지는 않았다. 연구 결과들에 따르면 HIV 음성인 경우에 노출 전 예방 요법으로 엠트리시타빈/테노포비르를 사용할 경우 지방 재분포 또는 지방 축적은 나타나지 않는 것으로 알려지고 있다. 2018년 현재로써 이 연구들은 약물을 PrEP로 사용한 경우에 나타날 수 있는 지방 재분포에 대해서 구체적으로 평가하지는 않았으며 일시적이긴 하지만 통계적으로 유의미한 체중 변화가 체 내 약물 농도의 상승에 기인한 것으로 보여진다.
엠트리시타빈/테노포비르의 다른 위험한 부작용으로는 B형 간염 바이러스 감염자의 B형 간염의 급성 악화와 젖산 산증, 그리고 심각한 간비대와 지방증이 있다.
엠트리시타빈/테노포비르의 경우에도 "복용 시작 신드롬"은 Truvada와 비슷한 증상으로 나타난다. 하지만 일부 자료에서는 Descovy가 신장 기능이나 골다공증 환자의 복용 측면에서는 더 우수하다고 나타내고 있다.

### 기재된 경고
엠트리시타빈/테노포비르 조합은 복용 중단시 B형 간염의 급성 악화를 가져올 수 있기에 이 조합으로 이루어진 트루바다와 데스코비 모두 미국 FDA에서 부여하는 블랙-박스 경고문을 동봉한다. 엠트리시타빈/테노포비르 조합의 약물은 HIV 양성인 사람에게 노출 전 예방 요법으로 사용할 경우 이 조합에 대한 HIV 내성을 증가시키는 것으로도 알려져 있다. 따라서 이러한 약물을 노출 전 예방 요법으로 적절하게 지속 복용하기 위해서는 주기적인 검사를 통해 HIV 감염 여부를 파악하는 것이 필요하다.

## 사회와 문화

### 약물 사용 승인
트루바다는 원래 이미 HIV에 감염된 환자에 대해서만 치료 목적으로 미국 식품의약국(FDA) 허가가 이루어졌었다. HIV 감염 위험이 높은 집단에 대해 트루바다가 안전하고 효과적인 예방책으로 작용할 수 있다는 연구 결과가 증가하자 FDA는 2012년에 노출전 예방요법으로써의 약물 사용을 허가하였다.
남성과 성관계를 가지는 남성 또는 트렌스젠더 여성에 대하여 세계보건기구(WHO)는 2012년에 앞서 FDA와 유사한 트루바다의 노출전 예방요법으로의 사용에 대한 권고안을 제정하였다. WHO에서는 "PreP를 포함한 항바이러스 약제가 성접촉을 통한 HIV의 감염 또는 전파를 인구 집단에 관계 없이 유의미하게 감소시킨다는 국제사회에서의 과학적 합의가 나타나고 있다"라고 말하였다.추가적인 근거에 기반하여, 2014년, WHO에서는 남성과 성관계를 맺는 남성에 대해서 "PrㄸP(노출 전 예방 요법)는 포괄적인 HIV 예방법에 추가될 것이 권고된다"고 발표하였다. 2015년, WHO는 추가적 근거에 기반하여 이것을 더욱 확장시켜 PrEP의 적용 대상을 감염 위험이 있는 모든 집단으로 확대시켰다고 발표하였으며, PrEP가 예방 요법의 선택지로 추가될 것을 강조하였다.
2018년에 이르러 미국, 대한민국, 프랑스, 노르웨이,, 호주 이스라엘, 캐나다, 케냐, 남아프리카 공화국, 페루, 태국, 유럽 연합 그리고 대만을 비롯한 많은 국가들이 HIV/AIDS 예방을 위한 PrEP의 사용을 허가하였다.
뉴질랜드는 2018년 3월에 HIV 예방을 위한 PrEP의 사용에 재정적 지원을 하였는데 이는 전 세계에서 공식적 재정적 지원을 시작한 최초의 국가이다. PrEP에 대한 재정적 지원을 통해 사람들은 HIV를 비롯한 다른 성 매개 감염 질환에 대해 정기적인 검사를 받으며 부작용에 대한 모니터링 또한 받게 된다. PrEP에 대한 재정적 지원을 받는 사람들은 HIV 감염 위험과 성 매개 질환의 감염을 줄이기 위한 도움을 받게 된다.
호주 연방의료제품청에서는 2016년 5월 16에 Truvada를 PrEP로 사용하는 것에 대해 허가하여, 합법적인 처방이 가능하게 되었다. 2018년 3월 21일에 연방보건부 장관은 호주 정부에서 2018년 4월 1일부터 PrEP에 대한 보조금을 지급할 것이라 발표하였다.

### 미국의 가용성 및 가격
미국에서는 길리어드 사이언스사 제품명인 트루바다와 데스코비가 도매가로 $2,200/월(30일 치 용량)이다. 다른 나라에서는 일반명 트루바다를 훨씬 더 낮은 가격에 구입할 수 있다. Teva Pharmaceuticals는 2020년 가을부터 미국에서 트루바다와 같은 성분의 제품을 생산하기 시작할 것이다. 하지만 이와 관련된 특허 관련 사항이 불명확하여, 새로운 생산으로 인해 약물에 의한 접근성이 높아질 수 있을지는 미지수이다. 더 적은 비용으로 PrEP를 복용할 수 있는 지역, 주, 국가 단위의 여러 가지 보조 프로그램 또한 존재한다.길리어드사는 이러한 약물의 월간 비용을 충충당하는 것을 돕는 "발전된 접근성"이라는 공동 지불 쿠폰 프로그램을 운영하는데 이는 개인과 의료 제공자 모두가 이용 가능하다.
2019년 12월 미국은 주요 약국 체인점들을 통해 보험 미가입자에게 무료 PrEP를 제공하기 위한 'Ready, Set, PrEP' 프로그램을 발표하였다. 미국 보건 복지부 (HHS)가 주관하는 'Ready, Set, PrEP' 프로그램은 우편 또는 참여 약국을 통해 해당 사업 대상자들이 PrEP 약물을 무료로 처방받을 수 있게 하였다.
NPIN PrEP 제공자 데이터, 그리고 로케이터 위젯은 미국의 공공, 그리고 사적 공급자들에 대해 HIV 감염 예방을 위한 노출 전 예방요법에 대한 포괄적이고, 국가적 차원의 디렉토리를 제공하기 위해 CDC website에 설치되었다. 이 데이터베이스는 미국 영토를 포함한 미국의 모든 50개 주의 1,800명 이상의 PrEP 공급자들에 대한 데이터를 포함하고 있다.
2019년 말 개빈 뉴섬 캘리포니아 주지사가 상원 법안 159(SB159)를 승인한 이후 2020년 1월부터 캘리포니아의 면허가 있는 약사는 개인에 대해 특정 임상적 기준을 만족할 경우, 의사의 처방 없이 30에서 60일 분의 노출 전 예방요법 약물 또는 총 과정에 필요한 노출 전 예방 요법 약물을 조제할 수 있게 되었다. 이 법안은 Medi-Cal 혜택의 연장선이다(Medi-Cal 프로그램은 캘리포니아주의 메디케이드 프로그램을 의미한다). 이 법안은 약물에 대한 직접적이고 시간 관련 장벽을 없애줄 것으로 기대되는데, 특히 HIV/AIDs에 가장 많은 영향을 받는 집단에 대해서 그 효과가 클 것으로 생각된다.

### 정치와 문화
HIV 예방을 위한 PrEP가 FDA에 의해 승인된 이후 PrEP의 확대된 적용은 PrEP의 비용에 따른 접근성 관련 불평등과 공공 보건 영향 관련된 많은 이슈를 맞이하였다. 많은 공공 보건 단체와 정부는 PrEP를 HIV를 줄이기 위한 전략으로 포용하였다. 예를 들어 2014년에 뉴욕주지사 앤드루 쿠오모는 PrEP에 대한 접근성을 특별히 강조하며 뉴욕주의 HIV 감염을 줄이기 위한 3단계 계획을 내놓았다. 유사하게 샌프란시스코는 "Getting to Zero" 캠페인을 시작하였다. 이 캠페인은 도시 내 새로운 HIV 감염을 극적으로 줄이고 PrEP에 대한 접근성을 확대시키는 것을 목표에 도달하기 위한 주요 전략으로 삼는다. 공공 보건 관계자들은 새로운 감염을 감소시키기 위한 시의 캠페인이 2013년 이후로 샌프란시스코 내 새로운 HIV 감염 발생 수가 50퍼센트 가까이 감소한 것과 관계가 있다고 보고하였다. 추가적으로, 대중에게 PrEP에 대해 교육하기 위해수많은 공공 보건 캠페인이 시작되었다. 예를 들어, 2016년 뉴욕주에서는 게이 남성 건강 위기(Gay Men's Health Crisis) 단체가 버스 이용자들에게 PrEP의 중요성을 강조하는 광고 캠페인을 버스 정류장에 게시하였다. 워싱턴 D.C 주에서는, 주민들의 PrEP 복용을 늘리기 위한 캠페인이 시작되었다. "PrEP for Her"라는 지역구 내에서 감염 위험이 높은 흑인 여성 및 게이 또는 양성애자 흑인 남성을 타겟으로 한 같은 소셜 미디아 광고 캠패인 또한 진행되었다. "Getting to Zero" 캠페인을 시행하는 다른 주 또는 시로는 매사추세츠, 코네티컷, 일리노이, 샌디에고, 실리콘 벨리/ 산타 클라라, 마이애미 데이 드가 있다.
이러한 노력에도 불구하고, PrEP의 광범위한 적용이 위험한 성적 행위에 대한 경계심을 낮추어 공공 보건 문제를 일으킬 수 있다고 염려하는 사람들 사이에서 여전히 논쟁거리가 되고 있다. 예를 들어, AIDS 헬스케어 파운데이션(AIDS Healthcare Foundation) 창립자이자 이사인 Michael Weinstein은 PrEP가 사람들로 하여금 성행위에 대해서 더 위험한 결정을 내리게 할 수 있다는 점에서 PrEP의 채택을 반대하는 입장을 표명하였다. 하지만 일부 연구자들은 PrEP의 적용이 다른 성매개 질환 감염 발생률에 대해 영향을 미치는지 판단할 수 있을 만큼 데이터가 충분하지 않다는 입장이다. 다른 비평가들은 PrEP의 적극적 채택 노력에도 불구하고 접근성에 있어서는 상당한 차이가 존재한다고 꼬집는다. 예를 들어, 흑인들은 HIV 감염에 대해서 불균형적인 부담을 안고있지만, PrEP에 대한 접근성은 백인에 비해 떨어진다는 것이다. PrEP에 대한 또 다른 비판자들은 처방의 높은 비용에 반대한다. 예를 들어, 영국의 국민 보건 서비스는 PrEP를 개인에게 공급하는 것이 초래할 국가 재정적 부담에 대해 염려하며, 약물에 대한 비용 지불 책임은 지역 차원에서 관리할 것을 제안하였다. 하지만, 상당한 옹호 세력에 의해 영국의 국민 보건 서비스(NHS)는 2017년부터 PrEP를 제공하기 시작하였다.

### 남성과 성관계를 갖는 남성의 문화에 미치는 영향
PrEP는 주로 게이 남성과 남성과 성관계를 가진 남성이 주로 사용하며 종종 콘돔의 대안으로 사용된다. 에이즈 위기 발생 이후 처음으로 PrEP는 콘돔없이 HIV 보호 성관계를 가능하게 하여 남성과 성관계를 갖는 남성들의 성관계 문화를 변화시켰다. 즉 PrEP의 확산으로 콘돔없는 성관계가 증가하게 되었다 PrEP는 남성과 성관계를 갖는 남성을 위해 콘돔의 대안으로 작용할 수는 있지만 HIV 이외의 성병 전염을 예방하지 못하므로 엄격한 전문적인 상담과 감독하에 사용하여야 한다. PrEP의 영향은 남성과 성관계를 갖는 남성의 성문화에 막대한 영향을 미쳤지만, HIV의 예방에 대해 100% 효과를 가지는 것은 아니며 다른 성병의 전파를 예방하지 않는다고 명확히 인식하고 있을 필요가 있다.

### 사용하는 데의 장애물
PrEP는 잘 사용되지 않는다. PrEP로부터 혜택을 받을 수 있는 전세계 집단에서의 가치와 선호도에 대한 76개의 동료평가 자료와 28개의 회의 초록에 대한 구조적인 리뷰는 PrEP에 대한 이해도가 낮다는 것을 알게 되었지만 정보가 주어진다면 개개인 차원에서는 잘 수용되는 것으로 보여졌다. PrEP를 사용하는 데에 있어서 가장 어려운 점은 의사와의 의사소통의 부족, 낙인화, 안전성, 부작용, 비용과 효과성에 대한 우려 등을 포함한다. 성전환 여성들은 특히 HIV/AIDS에 영향을 받고 PrEP를 잘 이용하지 않는다. 성전환 여성이 PrEP에 접근하고 사용하는 데에 어려움을 겪는 이유로는 부작용, 비용, 호르몬 치료, 적응, PrEP 관련 낙인과 보건기관 근로자와의 상호작용에 대한 우려가 포함된다.
HIV 감염의 위험을 감소시키기 위한 PrEP의 효율성을 평가하는 연구는 약물의 효과성과 적응 간의 선형관계를 발견했다. 이것은 PrEP에서 권고하는 약물 복용을 잘 따를수록 감염을 예방하는 데에 약물이 더욱 효과적이라는 것이다.

## 연구
대부분의 PrEP 연구는 테노포비어(tenofovir) 혹은 경구복용하는 테노포비어 복합제제를 사용한다. 인간이 아닌 영장류를 대상으로 한 PrEP 전략에 대한 초기 연구에 따르면, 원숭이류의 HIV에 노출되기 이전에 ARVs를 접종한 동물들의 경우에는 감염의 위험이 감소했다. UT-Southwestern(University of Texas Southwestern Medical School)와 미네소타 대학(University of Minnesota)에서 2007년 한 연구에 따르면, PrEP가 인간화("humanized")된 연구실 쥐에 효과적이다. 2008년, iPrEx 연구에서는 남성과 성관계를 한 남성 중에서 HIV 감염이 42% 감소한 것을 보였고, 해당 수치에 대한 이후의 분석에 따르면, 약을 매일 복용한다면 99%의 보호가 가능하다고 나타났다. 아래표는 Truvada를 사용한 PrEP가 다른 집단들 사이에서도 효과가 있었음을 보여주는 주요 연구들을 요약한 것이다.
트루바다 외의 다른 변수를 사용한 PrEP 접근법들이 연구되고 있다. 항레트로바이러스제인 마라비록(Maraviroc)를 기반으로 한 다른 요법이 HIV 감염을 예방할 수 있다는 증가가 있다. 이와 비슷하게, 연구자들은 HIV를 예방하기 위해 매일 알약을 먹는 방식 외에도 약물을 이용하는 방법에 대해 연구하고 있다. 그 예시로는 장기간동안 효과를 내는 PrEP 주사, PrEP 이식, 혹은 직장에 처방되는 PrEP가 있다. 하지만, 2017년 기준 미국 CDC(Centers for Disease Control)과 WHO(World Health Organization)과 같은 주요 공중 보건 조직들은 오직 PrEP 사용법으로 트루바다를 매일 사용하는 방법만을 권장한다는 것을 기억해야 한다.
청소년기의 PrEP의 효능과 안전성에 대한 데이터는 부족하다. PrEP 사용의 위험과 장점은 청소년들을 위해 고려해야 한다.

### 위험감수성 증가의 가능성
PrEP는 HIV감염을 줄이는데 매우 성공적인 것으로 보이지만 항문 성교중 콘돔 사용에 변화가 있어 HIV이외의 성병 감염이 확산될 위험이 있다는 혼합 증거가 있다. 18개 메타 분석연구에서 연구자들은 PrEP를 투여하지 않은 MSM의 비율에 비해 PrEP를 받은 MSM(남성과 성관계를 가진 남성)의 새로운 성병 진단 비율이 임질의 경우 25.3배, 클라미디아의 경우 11.2배, 클라미디아의 경우 44.6배 더 높은 것으로 나타났다. HIV와 달리 이 세 가지 성병은 항생제로 치료가능하다. . 그러나 이러한 감염의 증가 및 치료는 항생제 내성 병원체 돌연변이의 출현으로 이어질 수 있다. 2019년의 체계적 문헌 고찰에서는 PrEP 사용이 성적인 위험 행동을 증가시킨다는 결정적인 증거를 찾을 수 없었고 PrEP가 MSM에 성 건강 관리, 검사, 치료 및 상담을 이용할 수 있는 기회를 제공한다는 것을 밝혀냈다.

### 새롭게 떠오르는 치료법
HIV에 대한 PrEP 약물은 경구 정제로만 존재했지만, 다른 형태가 개발되고 연구되고 있다. 새로운 치료법은 HIV예방 전략에 있어 여성까지 확대하고 있다. 예를 들어, 테노포비르 질 겔 제형과 다피비린 질내 방출링이 효능에 대해 시험되고 있다. 테노포비어와 함께 질 겔의 안전성과 효능을 평가한 3건의 완료된 시험 중 CAPRISA 004 연구만이 HIV 감염 위험을 줄이는 데 효과적임을 보여주었다. 그러나 테노포비르 질 겔의 효능은 이 제품을 홍보할 만큼 충분하지 않은 것으로 간주된다. 대조적으로, 다피비린 질내 방출링을 평가한 ASPIRE 및 Ring 연구는 HIV 감염의 발병률을 줄이는 데 효과적인 것으로 나타났다. 이 두 가지 치료법 외에도, HPTN 03 및 HPTN 04 연구에서 카보테그라비르의 주사제로서의 효능이 평가되고 있다.

## 같이 보기
- 노출후 예방요법 (PEP)